# Hepatotoxina

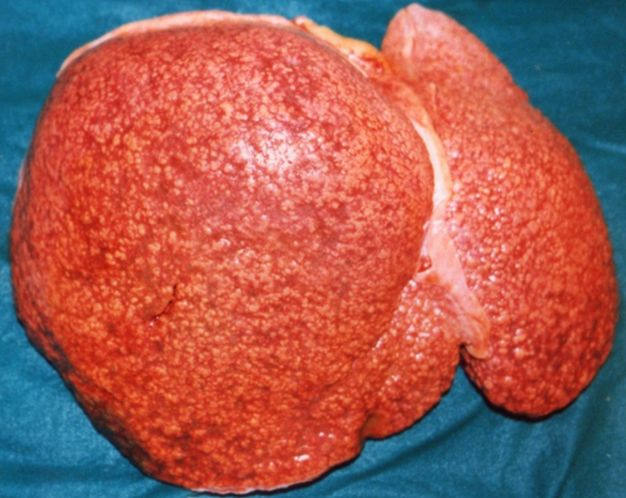
Cirrose hepática micronodular

Hepatotoxina (do grego Hepato-, fígado) é qualquer substância tóxica capaz de prejudicar o fígado. A hepatotoxina mais consumida no mundo e que causa mais casos de insuficiência hepática é o álcool etílico. Mesmo nutrientes essenciais como a vitamina A, o arsênico, o ferro e o cobre em doses elevadas podem ser hepatotóxicos.

## Ervas medicinas
Ervas medicinas também podem ser hepatotóxicas, apesar do mito de que "produtos naturais não tem efeitos colaterais". Qualquer planta com apiol, safrol, alcaloides pirrolizidínicos ou lignanas é hepatotóxica, dentre elas se destacam:
- Têucrio (Teucrium chamaedrys labiateae)
- Confrei (Symphytum officinale L.)
- Cambará (Lantana camara L.)
- Sacaca '(Croton cajucara)
- Kava kava
- Óleo de poejo
- Ma-huang (Ephedra sinica)
- Valeriana
- Visco
- Chaparral
- Sassafras
- Borragem
- Germander

Além das próprias substâncias das plantas, hepatotoxinas podem ser adicionadas com pesticidas ou contaminantes. Ervas medicinais também podem se tornar hepatotóxicas quando interactuam medicamentosamente com outras drogas.

## Fungos
Alguns cogumelos do gênero Amanita e Aspergillus produzem aflatoxina, uma hepatotoxina cancerígena, e podem ser encontrados em alimentos armazenados inadequadamente por tempo prolongado. Animais que comem alimentos contaminados com aflatoxina podem passar seus metabolitos tóxicos aos ovos, leite e carne.

## Medicamentos categoria A
Na lista da categoria A estao os medicamentos com mais de 50 casos confirmados de hepatotoxicidade:
- Alopurinol: usado na profilaxia de gota
- Amiodarona: Anti-arrítmico
- Amoxicilina-Clavulanato: Antibiótico
- Anticoncepcionais: usado para controle de natalidade
- Anabolizantes: usado para hipertrofia muscular
- Atorvastatina: usado para reduzir o colesterol
- Azatioprina e 6-Mercaptopurina: Agente imunossupressor
- Bussulfano: usado pra tratar câncer
- Carbamazepina: Antiepiléptico
- Cetoconazol: Antifúngico
- Clorpromazina: Antipsicótico
- Dantrolene: Relaxante muscular
- Diclofenaco: Anti-inflamatório não esteroide(AINE)
- Didanosina: Antimicrobiana
- Dissulfiram: Agente de abuso de substâncias
- Efavirenz: Antiviral
- Eritromicina: Antibiótico
- Fenitoína: Antiepiléptico
- Floxuridina: Antineoplástico
- Flucloxacilina Antimicrobiana
- Flutamida: Antineoplásica
- Sais de ouro: Agente imunossupressor
- Halotano: Anestésico
- Hidralazina: Anti-hipertensivo
- Ibuprofeno: AINE
- Infliximab: Imunossupressor
- Interferón alfa: Antiviral
- Interferón beta: Esclerose Múltipla
- Isoniazida: Antituberculose
- Metotrexato: Agente imunossupressor
- Metildopa: Anti-hipertensivo
- Minociclina: Antibiótico
- Nevirapina antimicrobiana
- Nimesulida: AINE
- Nitrofurantoína: Antibiótico
- Propiltiouracil: usado para tratar hipertiroidismo
- Quinidina: Arritmia
- Pirazinamida: Antituberculose
- Rifampicina: Antituberculose
- Simvastatina: Usado para reduzir colesterol
- Sulfametoxazol/Trimetoprim: Antibiótico
- Sulfassalazina: Antibiótico
- Sulfamidas: Antibiótico
- Sulindac: AINE
- Telitromicina: Antibiótico
- Tioguanina: Antineoplastico
- Ticlopidina: Inibidor de plaquetas
- Valproato: Antiepiléptico

A maioria tiveram sua hepatotoxicidade confirmada em laboratório (92%) e possuem mais de 100 casos relatados (81%). As drogas de categoria A respondem por 80% dos casos de insuficiência hepática induzida por drogas. Todos estão no mercado há mais de 15 anos. Dentre as categorias 33% são antibióticos,

### Medicamentos mais hepatotóxicos
Os 10 fármacos mais frequentemente implicados com hepatite medicamentosa foram:
1. Amoxicilina-clavulanato
2. Flucloxacilina
3. Eritromicina
4. Diclofenaco
5. Cotrimoxazol
6. Isoniazida
7. Dissulfiram
8. Ibuprofeno
9. Flutamida
10. Nitrofurantoína

Em termos relativos o maior risco de hepatite medicamentosa é por:
- Clorpromazina: 1 em cada 739 usuários
- Azatioprina: 1 em cada 1103 usuários
- Sulfassalazina: 1 a cada 1000 usuários
- Amoxicilina-clavulanato: 1 a cada 2350 usuários

### Retiradas do mercado
Os seguintes fármacos foram retirados do mercado principalmente por causa da hepatotoxicidade: Troglitazona, bromfenac, trovafloxacina, ebrotidina, nimesulida, nefazodona, ximelagatrano e pemolina.

## Tratamento e prognóstico
Na maioria dos casos, a função hepática retorna ao normal semanas depois do tratamento com o fármaco responsável ser interrompido. Tratamento sintomático de insuficiência hepática. Na toxicidade por paracetamol/acetaminofeno, no entanto, a falência hepática é fulminante e pode ser fatal. Na falência hepática fulminante pode ser necessário um transplante hepático. Antigamente, os glicocorticoides e ácido ursodeoxicólico foram utilizados, mas existem poucas evidências de sua eficácia.